# Herrerasaurus
Herrerasaurus byl rod vývojově primitivního dinosaura ze skupiny Herrerasauria žijící v období pozdního triasu na území současné Argentiny. Patří mezi nejstarší známé dinosaury vůbec, ačkoliv není úplně nejstarším známým zástupcem této skupiny.

## Popis
Pojmenován byl podle rolníka Victorina Herrery („Herrerův ještěr“). Ten v roce 1959 narazil na jeho fosilní pozůstatky v argentinské provincii San Juan, ale lebku se podařilo paleontologům objevit až v roce 1988. Byl jedním z nejstarších masožravých dinosaurů, ač je dnes otázkou diskuzí, zda se jednalo o raného dinosaura nebo spíše dinosauriforma. Žil na území dnešní Argentiny v období svrchního triasu (geologický stupeň karn).

## Rozměry
Je odhadováno, že Herrerasaurus mohl dosahovat délky až 6 m, výšky ve hřbetu kolem 1,5 m a hmotnosti kolem 200 až 350 kg. Podle jiných odhadů pak dosahoval délky asi 4,5 metru a hmotnosti 200 kilogramů. Byl to po dvou nohách chodící masožravec, který se živil malými a středně velkými zvířaty. Stejně jako ostatní dravci zcela jistě nepohrdl mršinami. Měl silné zadní končetiny s krátkými stehny a dlouhými chodidly, z čehož vyplývá, že to byl rychlý běžec.

## Klasifikace
Paleontologové se dlouhou dobu domnívali, že Herrerasaurus a jeho příbuzní by mohli být přímými předky dinosaurů. Paul Sereno a Fernando Emilio Novas v roce 1992 však na základě objevené lebky a jejích pokročilých znaků uznali, že se jedná o raného teropoda. Tento názor je dnes sice většinou akceptován, nicméně pozice hererasauridů (a eoraptora) je stále značně nejistá.
Ačkoliv měl Herrerasaurus anatomickou stavbu těla podobnou pozdějším jurským teropodním dinosaurům, žil v době před přibližně 231 milióny lety, kdy dinosauři byli menší a zdaleka ještě nepatřili k dominantním živočichům ve svých ekosystémech. Těmi se dinosauři stali až koncem období triasu.